# Tiara (Burkina Faso)
Pour les articles homonymes, voir Tiara.
Tiara est une commune rurale situé dans le département de Karangasso-Sambla de la province du Houet dans la région des Hauts-Bassins au Burkina Faso.

## Géographie
La commune est traversée par la route nationale 8.

## Éducation et santé
Tiara accueille un centre de santé et de promotion sociale (CSPS).